# Trois mille ans à t'attendre
Pour plus de détails, voir Fiche technique et Distribution.
Trois mille ans à t'attendre (Three Thousand Years of Longing) est un film américano-australien écrit et réalisé par George Miller et sorti en 2022.
Le film suit Alithea Binnie, qui bien que satisfaite par sa vie, porte un regard sceptique sur le monde. Un jour, elle rencontre un génie qui lui propose d’exaucer trois vœux en échange de sa liberté. Mais Alithea est bien trop érudite pour ignorer que, dans les contes, les histoires de vœux se terminent mal. Il plaide alors sa cause en lui racontant son passé extraordinaire. Séduite par ses récits, elle finit par formuler un vœu des plus surprenants.
Ce film mêlant drame, fantastique et romance est l'adaptation d'une nouvelle d'A. S. Byatt, The Djinn in the Nightingale's Eye, parue en 1994 dans un recueil du même nom.
Le film est présenté en avant-première au festival de Cannes 2022 avant sa sortie en salles en août.

## Synopsis
Alithea Binnie est une narratologue britannique qui souffre occasionnellement d'hallucinations étranges représentant des esprits démoniaques. Pendant un voyage à Istanbul, en Turquie, pour une conférence, Alithea achète un flacon ancien duquel elle libère accidentellement un djinn qui en était prisonnier. Le djinn offre à Alithea la possibilité de réaliser trois de ses vœux les plus chers, mais Alithea, spécialiste des contes philosophiques, soutient l'idée selon laquelle faire des souhaits est une erreur et accuse le djinn d'être un escroc. En réponse à cette accusation, le djinn narre à Alithea trois histoires de son passé qui racontent comment il s'est retrouvé prisonnier du flacon.
Le djinn raconte qu'il était autrefois libre et vivait aux côtés de la reine de Saba, sa cousine et amante. Cette dernière, malgré les avertissements du djinn, se laisse séduire par le roi Salomon, qui emprisonne le djinn dans un flacon afin d'en être débarrassé. Le flacon se retrouve entre les mains de Gülten, une jeune concubine du palais de Soliman le Magnifique. Quand elle libère le djinn, elle souhaite que Mustafa, fils de Soliman et héritier pressenti du trône, tombe amoureux d'elle, puis souhaite tomber enceinte de lui. Cependant, Soliman, manipulé par sa favorite et craignant une trahison de la part de son fils, assassine ce dernier ainsi que tous ses proches. Gülten cache le flacon du djinn et s'enfuit, mais malgré les tentatives de sauvetage du djinn, elle est attrapée et tuée par les gardes de Soliman avant qu'elle ne puisse faire son dernier vœu.
Toujours emprisonné du flacon mais sans maître pour faire un vœu et le libérer, le djinn, devenu invisible et intangible, erre dans le palais pendant cent ans. La cachette du flacon est retrouvée par Mourad IV et Ibrahim Ier, deux frères de sang royal, mais ils sont empêchés de libérer le djinn. Mourad IV part en guerre et devient un souverain cruel et vicieux avant de mourir d'alcoolisme et de tristesse. Ibrahim devient le nouveau sultan et développe un fétichisme pour ses voluptueuses concubines, dont « Morceau de Sucre », qui découvre le flacon. Le djinn lui apparaît et la supplie désespérément de faire un vœu, mais la concubine, effrayée et confuse, souhaite que le djinn retourne dans son flacon et soit jeté au fond du Bosphore.
Le flacon est découvert par un marchand turc du XIXème siècle, qui l'offre à Zefir, sa jeune épouse. Zefir souhaite acquérir toutes les connaissances du monde, puis de percevoir le monde à la manière des djinns. Malgré l'affection du djinn et le fait qu'elle porte maintenant son enfant, elle devient de plus en plus encombrée par sa présence et ses connaissances. Le djinn lui propose de retourner dans son flacon quand elle le désire, mais Zefir souhaite dans le même temps oublier son existence, l'emprisonnant définitivement. La dernière histoire du djinn émeut Alithea au point où elle formule enfin son premier souhait : elle souhaite qu'ils tombent amoureux.
Le djinn et Alithea retournent à Londres, mais Alithea réalise un jour que les effets des antennes-relais et des communications satellites affaiblissent le djinn. Elle utilise son deuxième vœu pour que le djinn, sévèrement endommagé, lui parle, s'excuse d'avoir utilisé son premier vœu ainsi, leur enlevant la chance de tomber amoureux naturellement, et utilise son troisième et dernier vœu pour libérer le djinn.
Le djinn retourne alors dans son monde et Alithea se résout au fait qu'elle ne le reverra jamais. Cependant, trois ans plus tard, le djinn lui rend visite, comme plusieurs autres fois au cours de sa vie.

## Fiche technique
Sauf indication contraire, les informations mentionnées dans cette section peuvent être confirmées par la base de données cinématographiques IMDb,  présente dans la section « Liens externes ».
- Titre original : Three Thousand Years of Longing
- Titre français : Trois mille ans à t'attendre
- Réalisation : George Miller
- Scénario : George Miller et Augusta Gore, d'après la nouvelle The Djinn in the Nightingale's Eye d'A. S. Byatt
- Musique : Junkie XL
- Direction artistique : Nicholas Dare
- Décors : Roger Ford
- Costumes : Kym Barrett
- Photographie : John Seale
- Montage : Margaret Sixel
- Production : George Miller et Doug Mitchell
- Coproduction : Dean Hood
- Production déléguée : Craig McMahon et Victor Hadida
- Sociétés de production : Metro Goldwyn Mayer, FilmNation Entertainment, Kennedy Miller Mitchell, CAA Media Finance et Elevate Production Finance
- Sociétés de distribution : United Artists/Metro-Goldwyn-Mayer (États-Unis), Metro-Goldwyn-Mayer (Canada), Metropolitan Filmexport (France), The Searchers (Belgique)
- Budget : environ 60 000 000 $[2]
- Pays de production :  États-Unis,  Australie
- Langue originale : anglais
- Format : couleur
- Genre : romance, fantastique, film épique, drame
- Durée : 108 minutes
- Dates de sortie[3] :
  - France : 20 mai 2022 (avant-première au festival de Cannes - hors compétition) ; 24 août 2022 (sortie nationale)
  - États-Unis : 26 août 2022
  - Australie : 1er septembre 2022

## Distribution
Sauf indication contraire, les informations mentionnées dans cette section peuvent être confirmées par la base de données cinématographiques IMDb,  présente dans la section « Liens externes ».
- Idris Elba (VF : Frantz Confiac ; VQ : Patrick Chouinard) : le djinn
- Tilda Swinton (VF : Françoise Cadol ; VQ : Nathalie Coupal) : Alithea Binnie
  - Alyla Browne : Alithea Binnie jeune
- Aamito Lagum : la reine de Saba
- Nicolas Mouawad : le roi Salomon
- Ece Yüksel : Gülten
- Megan Gale : Hürrem
- Matteo Bocelli : le prince Mustafa
- Lachy Hulme : Soliman le Magnifique
- Ogulcan Arman Uslu : Mourad IV (non crédité)
  - Kaan Guldur : Mourad IV jeune
- Zerrin Tekindor : Kösem Sultan
- Agani Gecmez (VF : Omar Yami) : le serveur d'hôtel turc

## Production

### Genèse et développement
En octobre 2018, il est annoncé que George Miller développe un nouveau long métrage, présenté comme une « romance épique en CinemaScope », dont le tournage est prévu pour 2019. Peu après l'annonce du film, Idris Elba et Tilda Swinton sont confirmés dans les rôles principaux.
George Miller présente son projet comme un « anti-Mad Max », la saga qui l'a rendu célèbre. Cependant, il reprend une équipe très proche de celle de Mad Max: Fury Road : le compositeur Junkie XL, la monteuse Margaret Sixel ou encore le directeur de la photographie John Seale. C'est la deuxième fois que ce dernier sort de sa retraite pour travailler avec le cinéaste.

### Tournage
Le tournage devait initialement débuter le 2 mars 2020,,. Cependant, il est décalé en raison de la pandémie de Covid-19. Il devait se dérouler en partie en Turquie (notamment à Istanbul) et au Royaume-Uni, mais toujours en raison de la pandémie, il ne se déroule finalement qu'en Australie. Les prises de vues débutent en novembre 2020. Il doit durer 62 jours. Les prises de vues ont lieu notamment à Sydney et ses environs (Melrose Park (en) et Sydney Park (en)).

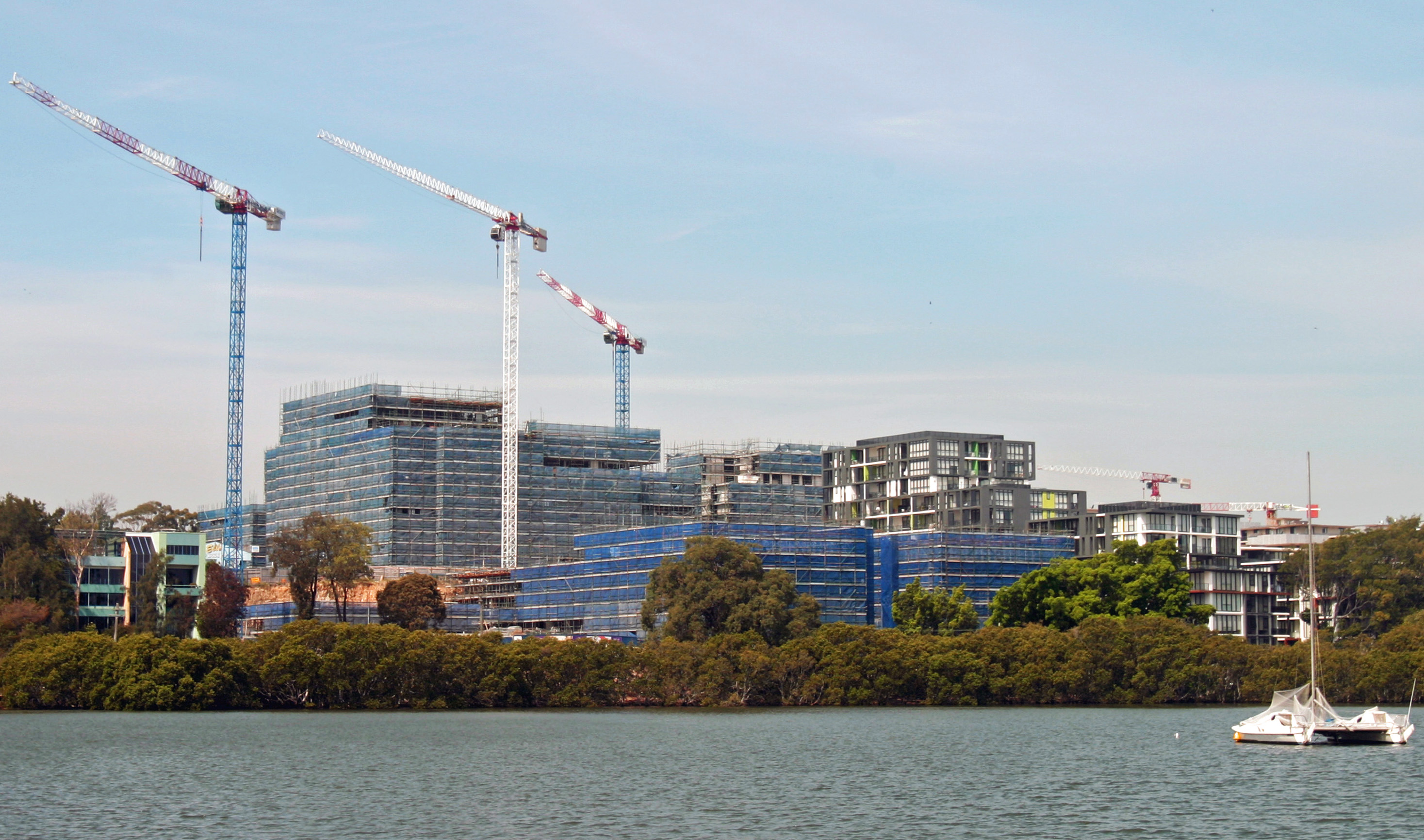
Melrose Park.
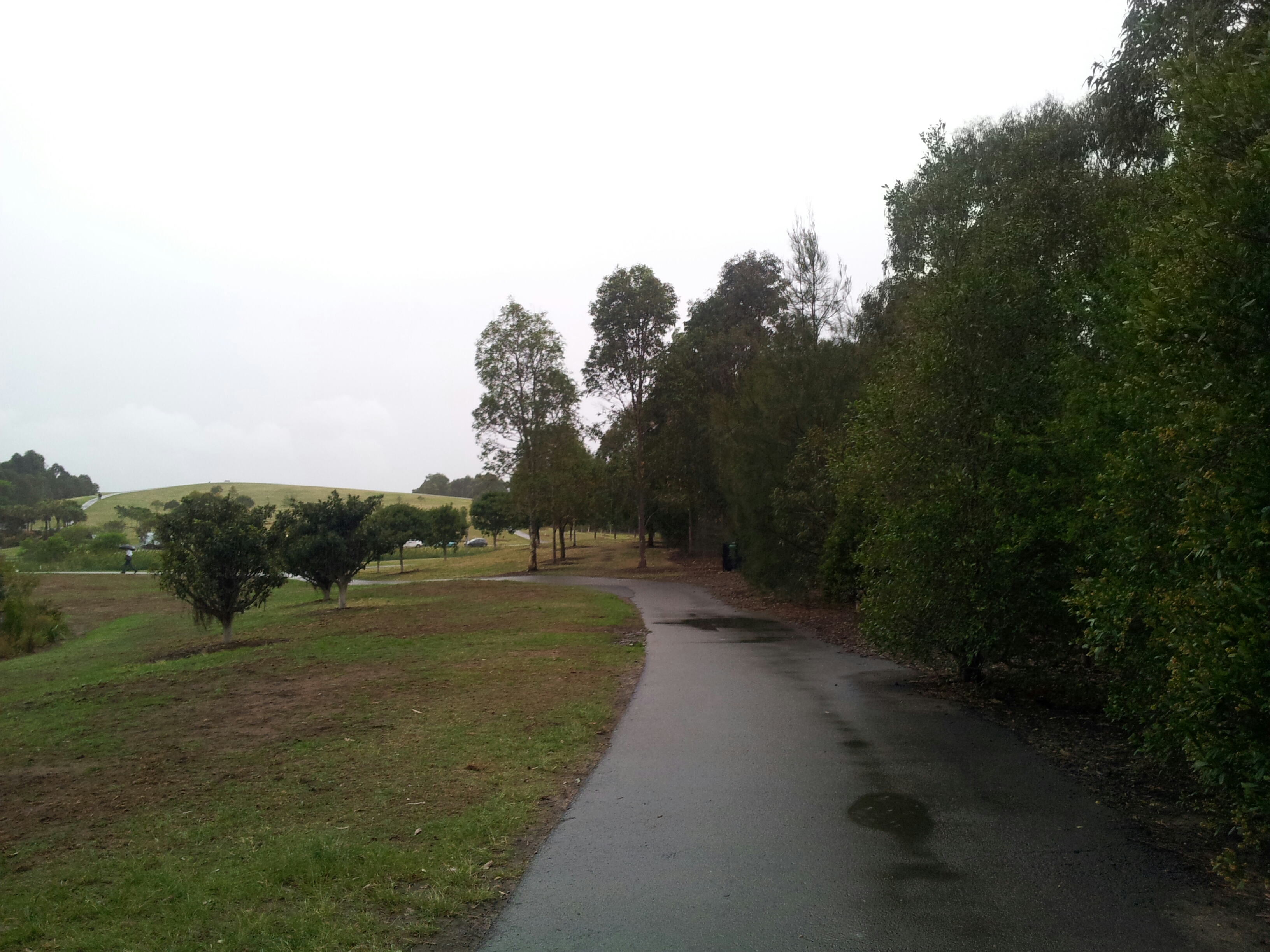
Sydney Park.

### Sortie et promotion
En mai 2020, Metro-Goldwyn-Mayer acquiert les droits de distribution pour le sol américain. La volonté de la production serait de sortir le film en septembre 2021. La sortie est finalement repoussée à 2022. En mars 2022, il est annoncé que le film sera présenté en avant-première au festival de Cannes 2022. Après un premier teaser début mai, la véritable première bande-annonce est dévoilée le 20 mai 2022, jour de la présentation — hors compétition — à Cannes.

## Accueil

### Critique
Le site Rotten Tomatoes donne une note de 72 % pour 236 critiques. Metacritic donne comme note 60⁄100 pour 52 critiques. En France, le site Allociné propose une moyenne de 3,6⁄5, après avoir recensé 28 critiques presses.
Pour le site Ecran Large, la critique est dithyrambique en ces mots : « À la fois récit mythologique fou et œuvre méta-réflexive passionnante, Trois mille ans à t’attendre condense toutes les obsessions de George Miller dans un bijou universel et vertigineux. L’un des plus grands films de l’année, par l’un des plus grands cinéastes au monde. ». Pour la critique du site Critikat.com, « George Miller signe un singulier blockbuster dont la beauté est indissociable d’une certaine bizarrerie. Il ne faut pas le regretter, mais au contraire apprécier à sa juste valeur cet alliage rare et précieux. ».
Pour Les Inrockuptibles, le film reste « moins réussi dans sa forme que ne l’était Mad Max : Fury Road », mais « ce qui s’y joue a profondément à voir avec la croyance dans les histoires qu’on se raconte pour surmonter la grisaille du réel. ». « Passionnant sur le fond », le film est jugé « moins convaincant sur la forme » selon la critique de L'Obs. Le Parisien est plus mitigé, retenant des « discussions [qui] s’éternisent, complexes, alambiquées, un peu perchées », avec tout de même une « beauté des images et le jeu des acteurs, brillants ».
Dans les critiques plus négatives, on peut citer celle de Paris Match qui y voit un « sympathique moment de cinéma, davantage dépliant d’effets spéciaux que projet réellement inspiré », ou encore celle du Figaro pour qui le père de « Mad Max carbure à l'eau de rose dans cette guimauve avec Tilda Swinton en peignoir et Idris Elba en Génie. Une croûte digitale en guise de tableau de maître »,.

### Box-office
| Pays ou région        | Box-office        | Date d'arrêt du box-office | Nombre de semaines |
| --------------------- | ----------------- | -------------------------- | ------------------ |
| France                | 189 016 entrées   | 30 septembre 2022          | 5                  |
| États-Unis Canada     | 8 250 017 $       | 30 septembre 2022          | 5                  |
| Total hors États-Unis | +007 410 362, USD | 30 septembre 2022          | 5                  |
| Total mondial         | +015 660 379, USD | 30 septembre 2022          | 5                  |

Pour son premier jour d'exploitation en France, le film se classe cinquième du box-office des nouveautés avec 13 840 entrées, pour 417 copies, derrière Beast (20 282) et devant Le Bal de l'Enfer (12 212). Au bout de sa première semaine d'exploitation, le long-métrage réalise 95 617 entrées, pour une dixième place au box-office, derrière Krypto et les Super-Animaux (96 800).

## Distinction

### Sélection
- Festival de Cannes 2022 : sélection officielle, hors compétition